# Lyctus carbonarius
Lyctus carbonarius is een keversoort uit de familie boorkevers (Bostrichidae). De wetenschappelijke naam van de soort is voor het eerst geldig gepubliceerd in 1832 door Waltl.